# Gymnastique artistique aux Jeux méditerranéens de 2009
Navigation
Almería 2005 Mersin 2013
Les épreuves de gymnastique artistique des Jeux méditerranéens de 2009 ont lieu à Pescara, en Italie, du 23 juin au 3 juillet 2009.

## Programme
| ● | Compétitions | ● | Finale |

| juin-Juillet |    |    |    |    |    |    |    |    |    |
| 26           | 27 | 28 | 29 | 30 | 01 | 02 | 03 | 04 | 05 |
| ●            | ●  |    | ●  | ●  | ●  | ●  | ●  |    |    |

## Podiums

### Hommes
| Épreuves                    | Or                                                                               | Or      | Argent                                                                               | Argent  | Bronze                                                                            | Bronze  |
| --------------------------- | -------------------------------------------------------------------------------- | ------- | ------------------------------------------------------------------------------------ | ------- | --------------------------------------------------------------------------------- | ------- |
| Concours général individuel | Benoît Caranobe                                                                  | 88.500  | Enrico Pozzo                                                                         | 88.100  | Hamilton Sabot                                                                    | 88.050  |
| Concours général par équipe | Italie Alberto Busnari Matteo Morandi Paolo Ottavi Enrico Pozzo Andrea Cingolani | 267.500 | France Pierre-Yves Bény Thomas Bouhail Benoît Caranobe Danny Pinheiro Hamilton Sabot | 267.300 | Espagne Javier Gómez Sergio Muñoz Rafael Martínez Fabian González Manuel Carballo | 264.000 |
| Sol                         | Elefthérios Kosmídis                                                             | 15.650  | Filip Ude                                                                            | 15.200  | Fabián González                                                                   | 15.000  |
| Cheval d'arçons             | Alberto Busnari                                                                  | 15.175  | Hamilton Sabot                                                                       | 14.875  | Sergio Muñoz                                                                      | 14.550  |
| Anneaux                     | Danny Pinheiro                                                                   | 16.075  | Matteo Morandi                                                                       | 15.825  | Pierre-Yves Bény                                                                  | 15.225  |
| Saut de cheval              | Thomas Bouhail                                                                   | 16.462  | Andrea Cingolani                                                                     | 15.775  | Wajdi Bouallègue                                                                  | 15.462  |
| Barres parallèles           | Manuel Carballo                                                                  | 14.875  | Danny Pinheiro                                                                       | 14.725  | Rafael Martínez                                                                   | 14.675  |
| Barre fixe                  | Enrico Pozzo                                                                     | 15.400  | Aljaž Pegan                                                                          | 15.000  | Hamilton Sabot                                                                    | 14.875  |

### Femmes
| Épreuves                    | Or                                                                                           | Or      | Argent                                                              | Argent  | Bronze                                                                                             | Bronze  |
| --------------------------- | -------------------------------------------------------------------------------------------- | ------- | ------------------------------------------------------------------- | ------- | -------------------------------------------------------------------------------------------------- | ------- |
| Concours général individuel | Youna Dufournet                                                                              | 56.950  | Elisabetta Preziosa                                                 | 56.450  | Pauline Morel                                                                                      | 55.950  |
| Concours général par équipe | France Marine Petit Rose-Éliandre Bellemare Youna Dufournet Aurélie Malaussena Pauline Morel | 166.900 | Italie Elisabetta Preziosa Andrea La Spada Paola Galante Emily Armi | 166.800 | Grèce Vasilikí Milloúsi Evgenia Zafeiraki Andriana Syrigou Viktoria Tsakalidou Paschalina Mitrakou | 159.600 |
| Sol                         | Elisabetta Preziosa                                                                          | 14.175  | Rose-Éliandre Bellemare                                             | 13.875  | Emily Armi                                                                                         | 13.825  |
| Saut de cheval              | Youna Dufournet                                                                              | 13.975  | Göksu Üçtaş                                                         | 13.650  | Evgenia Zafeiraki                                                                                  | 13.612  |
| Barres asymétriques         | Youna Dufournet                                                                              | 14.675  | Pauline Morel                                                       | 14.250  | Paola Galante                                                                                      | 14.000  |
| Poutre                      | Vasilikí Milloúsi                                                                            | 14.725  | Youna Dufournet                                                     | 14.625  | Elisabetta Preziosa                                                                                | 14.450  |

## Tableau des médailles
| Rang  | Nation   | Or | Argent | Bronze | Total |
| ----- | -------- | -- | ------ | ------ | ----- |
| 1     | France   | 7  | 7      | 4      | 18    |
| 2     | Italie   | 5  | 5      | 3      | 13    |
| 3     | Grèce    | 2  | 0      | 2      | 4     |
| 4     | Espagne  | 1  | 0      | 5      | 6     |
| 5     | Croatie  | 0  | 1      | 0      | 1     |
| 5     | Slovénie | 0  | 1      | 0      | 1     |
| 5     | Turquie  | 0  | 1      | 0      | 1     |
| 8     | Tunisie  | 0  | 0      | 1      | 1     |
| Total | Total    | 15 | 15     | 15     | 45    |